# Meringis parkeri
Meringis parkeri är en loppart som beskrevs av Jordan 1937. Meringis parkeri ingår i släktet Meringis och familjen mullvadsloppor. Inga underarter finns listade i Catalogue of Life.